# وابسکا (آرکانزاس)
وابسکا (آرکانزاس) (به انگلیسی: Wabbaseka, Arkansas) یک شهر در ایالات متحده آمریکا با جمعیت ۲۵۵ نفر است که در آرکانزاس واقع شده‌است.

## موقعیت جغرافیایی
موقعیت جغرافیایی شهرها و مناطق اطراف به شرح زیر است: